# Neolasioptera aeschynomensis
Neolasioptera aeschynomensis är en tvåvingeart som beskrevs av Brfthes 1918. Neolasioptera aeschynomensis ingår i släktet Neolasioptera och familjen gallmyggor. Inga underarter finns listade i Catalogue of Life.